# Solec Kujawski…
Solec Kujawski… là một thị trấn thuộc huyện Bydgoski, tỉnh Kujawsko-Pomorskie ở trung-bắc Ba Lan. Thị trấn có diện tích 19 km². Đến ngày 1 tháng 1 năm 2011, dân số của thị trấn là 15328 người và mật độ 821 người/km².